# Delphin Enjolras
Pour les articles homonymes, voir Enjolras.
Delphin Enjolras, né le 13 mai 1865 à Coucouron (Ardèche) et mort le 23 décembre 1945 à Toulouse, est un peintre français.
Il est connu notamment pour ses scènes intimistes de femmes en déshabillé éclairées de lumières d'intérieur, réalisées au pastel, à l'huile ou à l'aquarelle, qui lui ont valu le surnom de « peintre des reflets ».

## Biographie
Delphin Enjolras est né le 13 mai 1865 au hameau de Freydemeysous, à Coucouron en Ardèche. Il est le premier enfant de Casimir Emmanuel Enjolras et de Delphine Laurent, petite-fille du capitaine Jean Antoine Souteyran du Béage.
Sa mère meurt à l'âge de 32 ans. La famille s'installe alors à Langogne. Vers 1882, Delphin Enjolras étudiera pendant trois ans au pensionnat Notre-Dame-de-France, au Puy-en-Velay. À la sortie du pensionnat, M. Giral, un ingénieur des Ponts-et-Chaussées, l'incite à préparer le concours d'entrée aux « Services vicinaux » mais vu sa passion pour le dessin, il lui conseille finalement de s'orienter vers les Beaux-Arts de Paris. Il étudiera l'aquarelle avec Gaston Gérard, puis aura pour maîtres Jean-Léon Gérôme, Gustave Courtois et Pascal Dagnan-Bouveret.
À sa sortie de l'École, en 1889, il se voit proposer un poste de professeur de dessin au lycée de Grenoble. Mais Delphin Enjolras préférera entreprendre une carrière artistique. Il expose alors dès 1889 au Salon des artistes français.
Après des débuts difficiles à Paris, il revient notamment au Puy-en-Velay, où il peindra les vieux quartiers de la ville ou des portraits. Il exposera souvent chez M. Farigoules, près de la tour Pannessac. Son portrait du préfet Jacques Marcel Bonnefoy-Sibour, réalisé en Corse, lui permettra d'exposer dès 1889 au Salon des artistes français. Il fera également le portrait du général Louis-Gaston de Sonis, l'amiral Louis du Rousseau de Fayolle, le général Clément-Thomas, commandant la place de Paris (en 1870 spécialement), Charles Louis de Tinguy, député de la Vendée.
En 1892, à l'invitation d'Ernest Blachère, député de l'Ardèche, l'artiste s'installe à Saint-Gilles-du-Gard où il réalisera plusieurs tableaux inspirés de la vie camarguaise comme Le Retour des taureaux, Moutons de Camargue, le Marché de Saint-Gilles, la Sortie de messe. Il se marie en 1893 avec  Marie Daudet. Ses portraits au pastel de personnalités locales comme Mesdames de Geoffre, de Montluisent, de Monteynard, de Sabrant, Lafarge assoiront sa notoriété.
Il appliquera cette technique du pastel pour mettre en valeur la grâce féminine dans de nombreuses scènes de femmes dans l'intimité, éclairées à la lumière du feu ou d'une lampe dans des tons orangés.
Il devient membre de la Société des artistes français en 1901. Il recevra les Palmes académiques pour son tableau La Mort de Dupleix, acquis par l'État.
En 1929, il présente au Salon d'hiver les toiles Repos et Lecture.

Œuvres de Delphin Enjolras
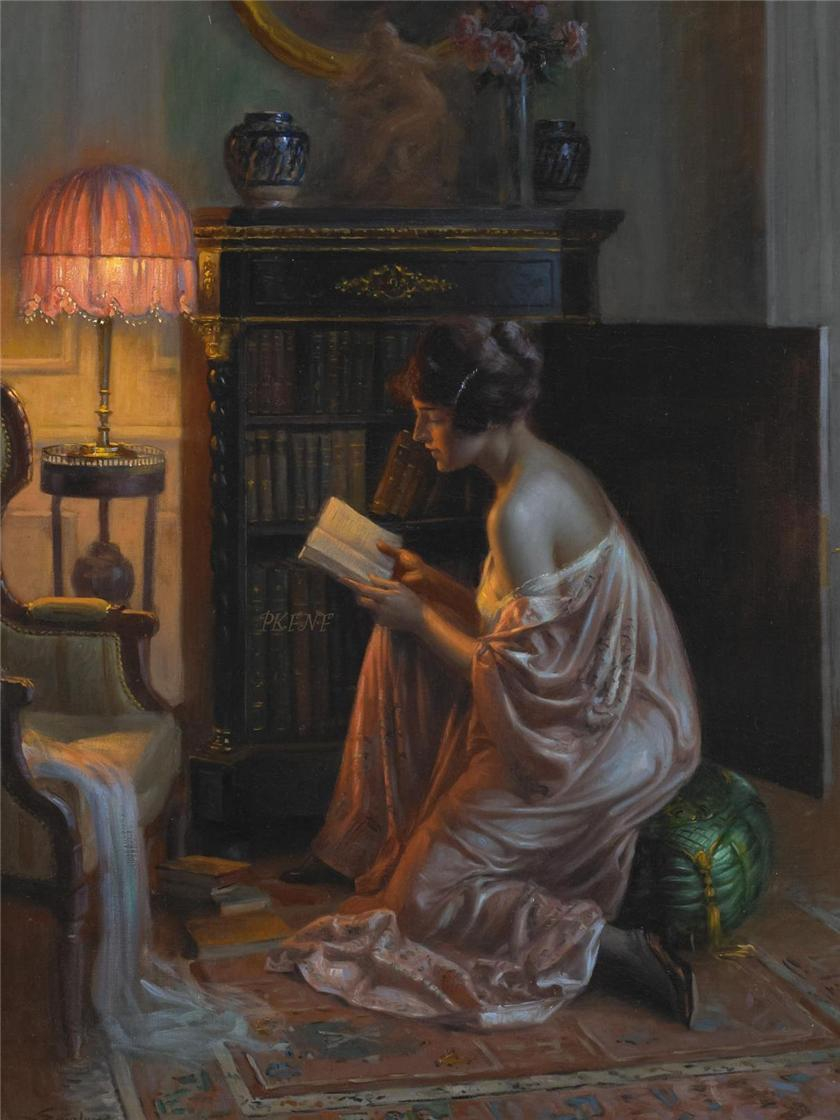
Le Livre favori, localisation inconnue.
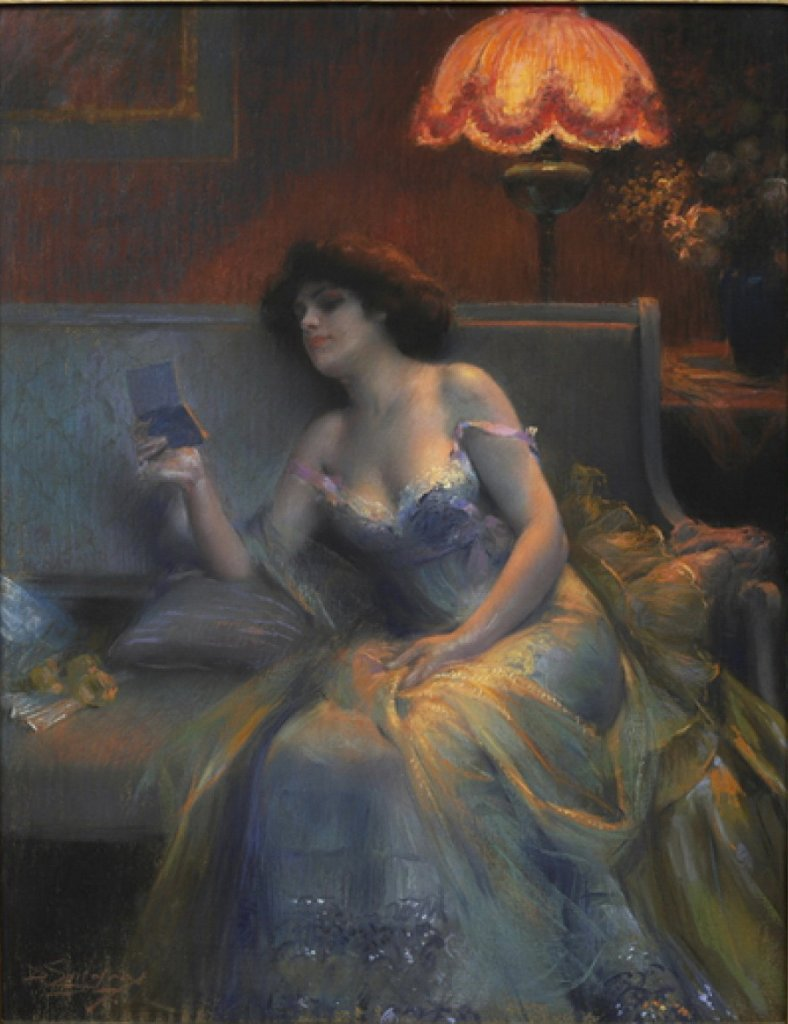
La Lettre, localisation inconnue.
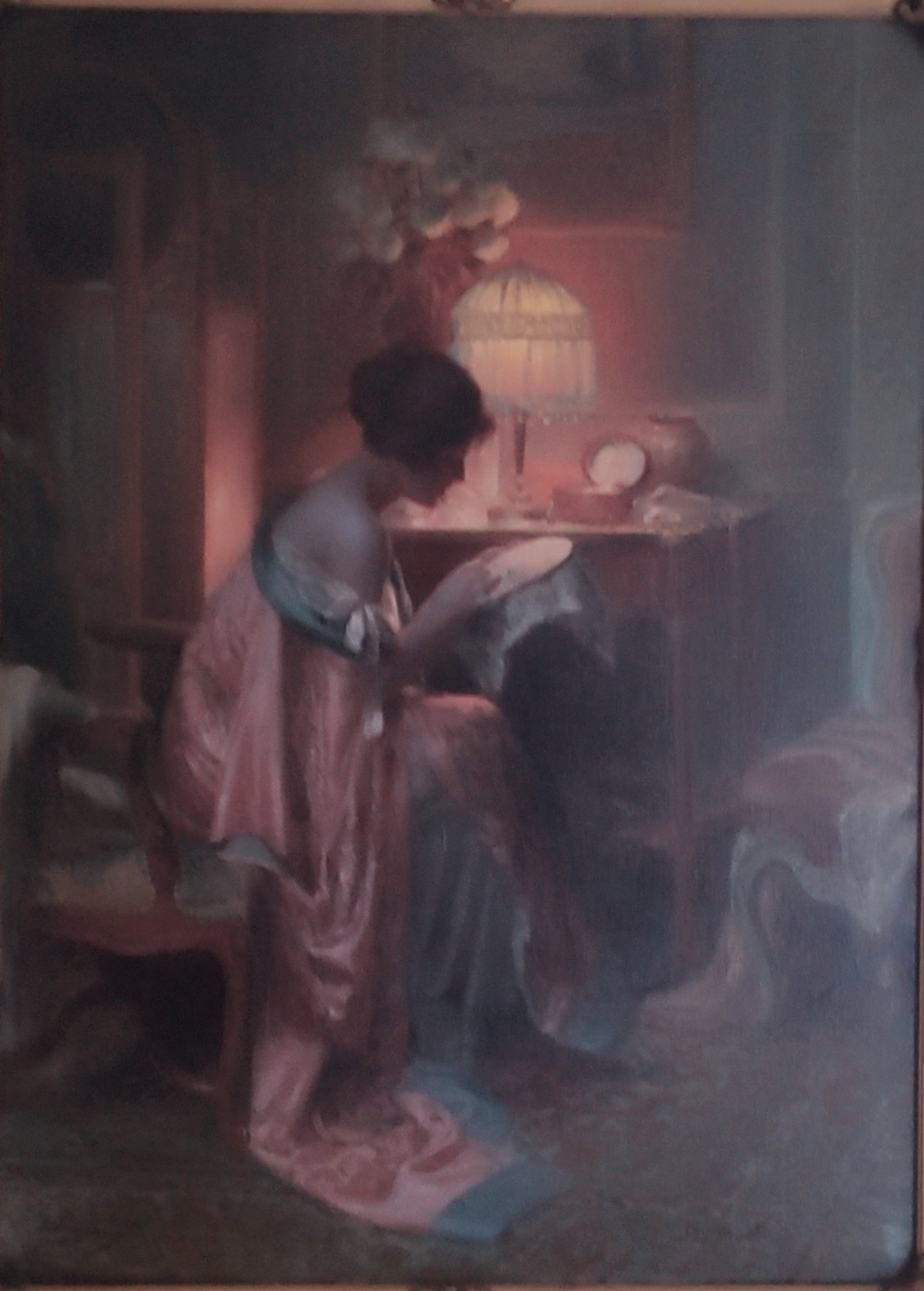
La brodeuse
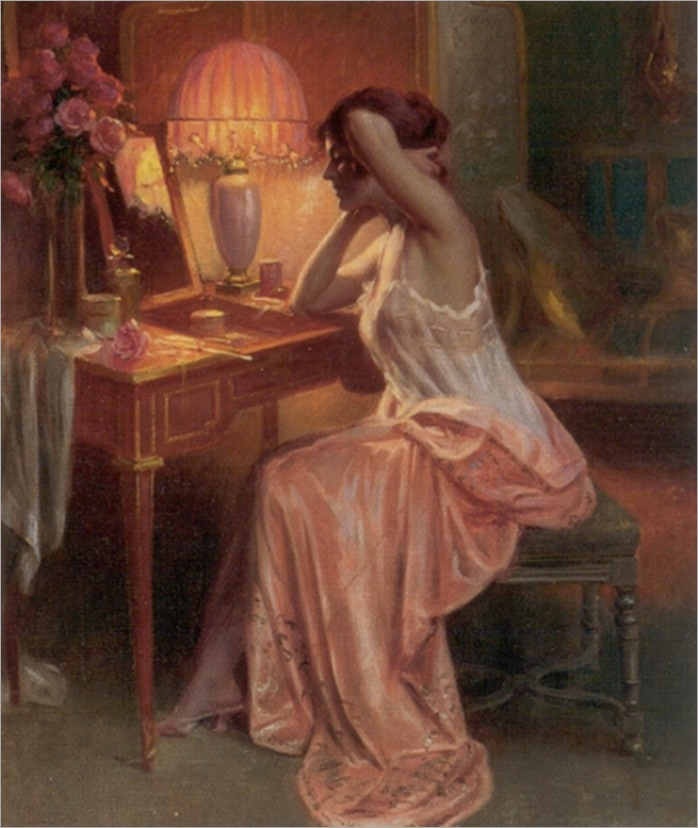
La Toilette, localisation inconnue.
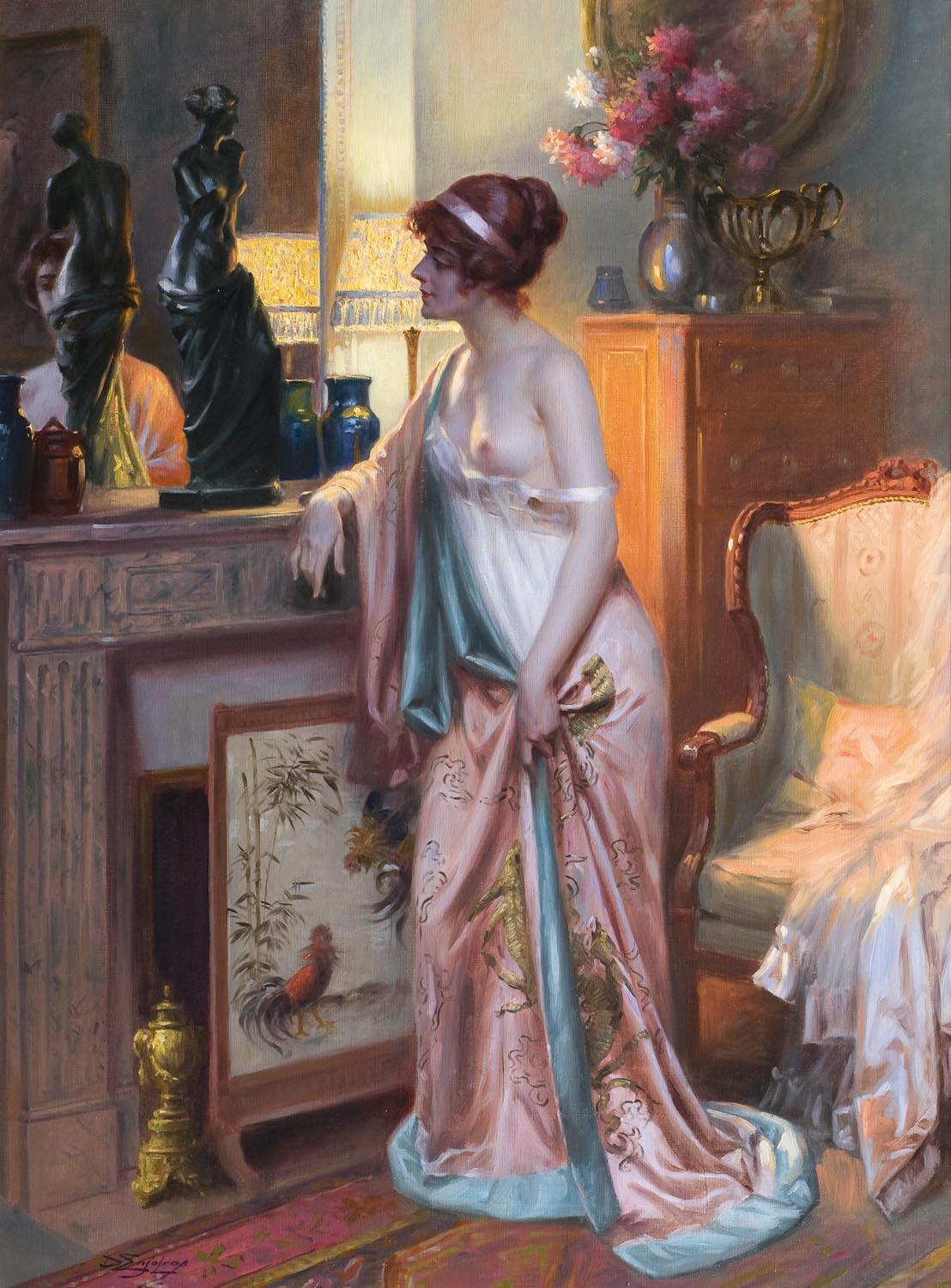
Le Kimono japonais, localisation inconnue.
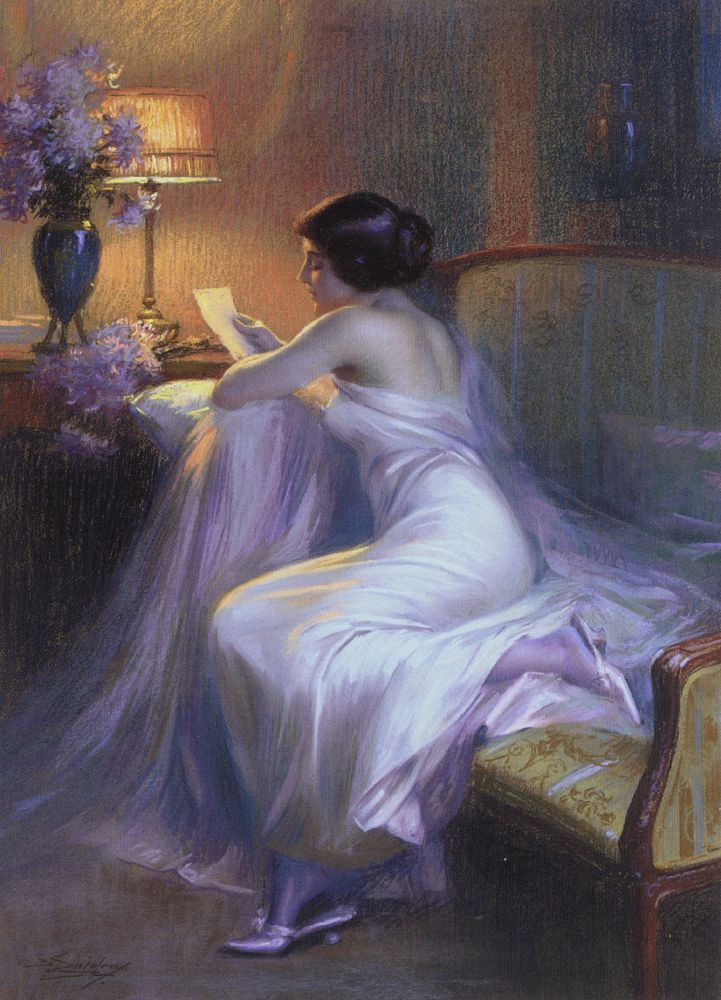
La Lettre, localisation inconnue.
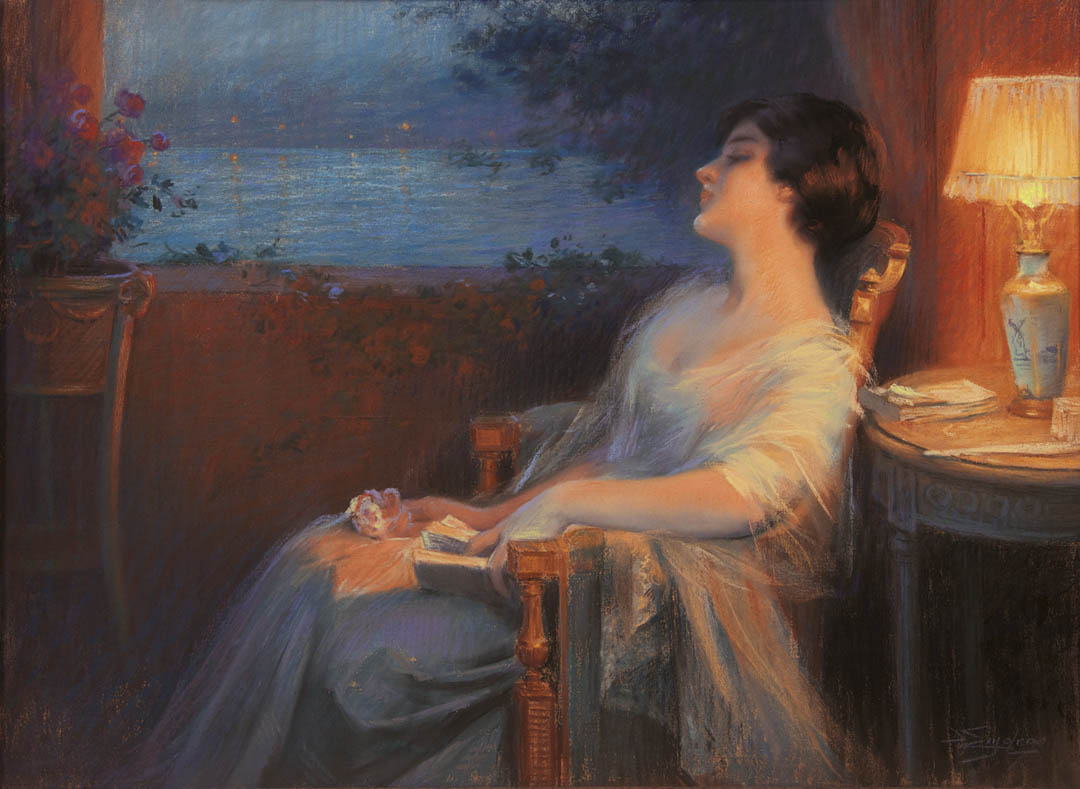
Le doux bruit de la mer, localisation inconnue.
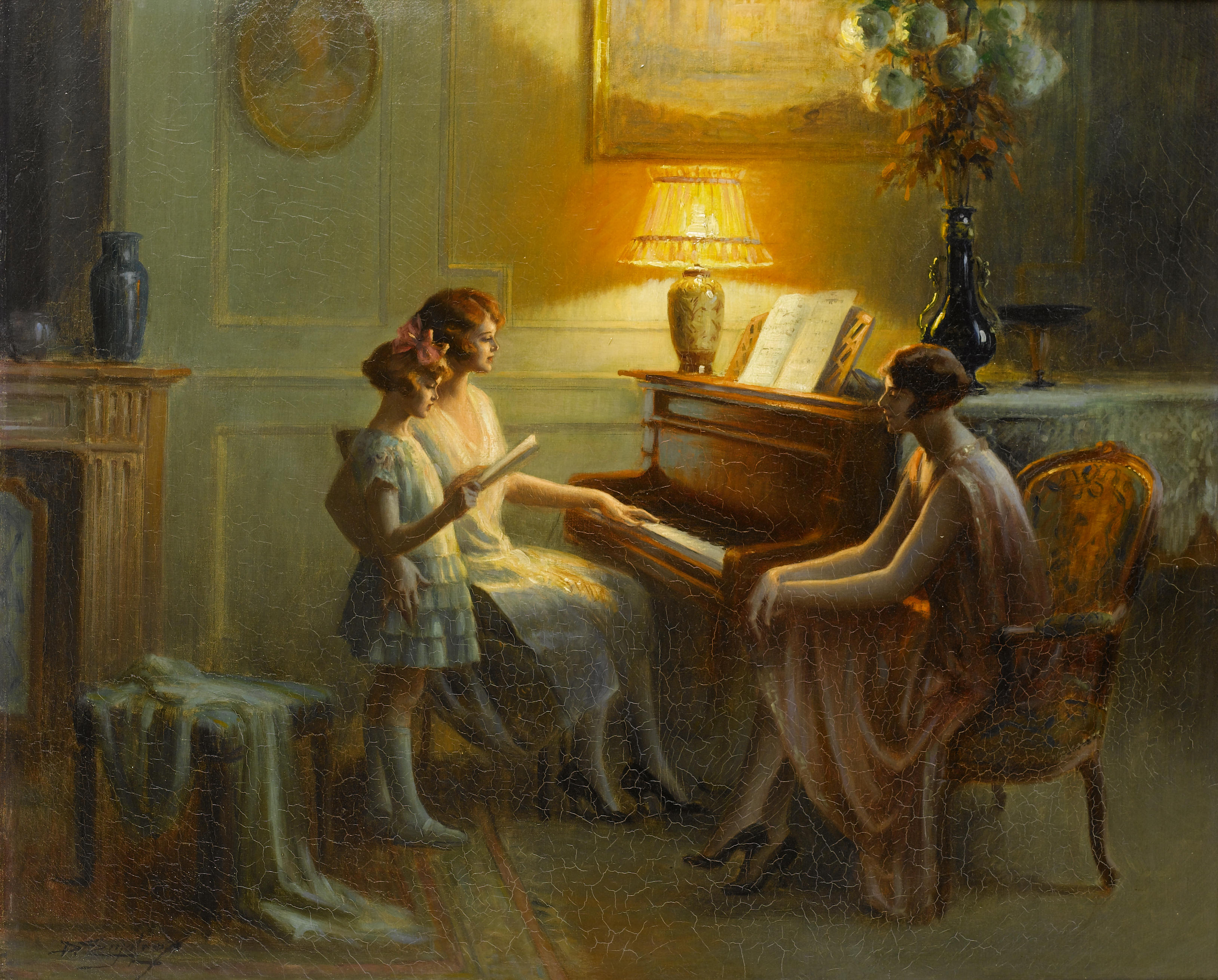
Au piano, localisation inconnue.
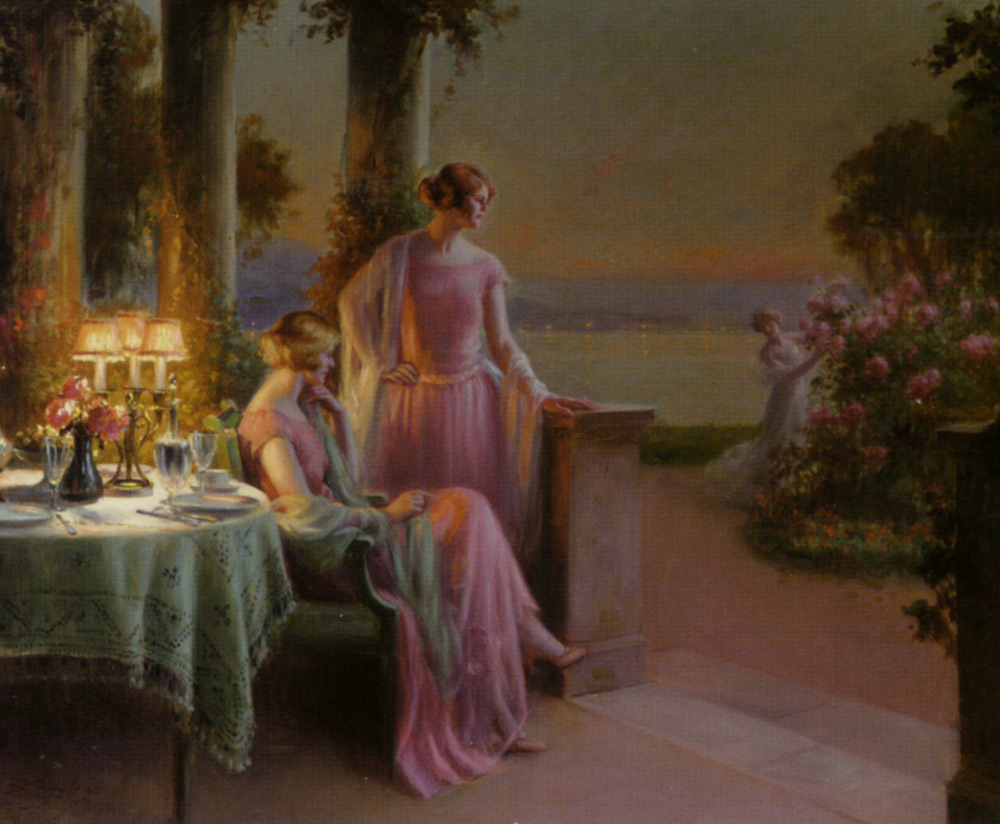
Thé au bord de l'eau, localisation inconnue.
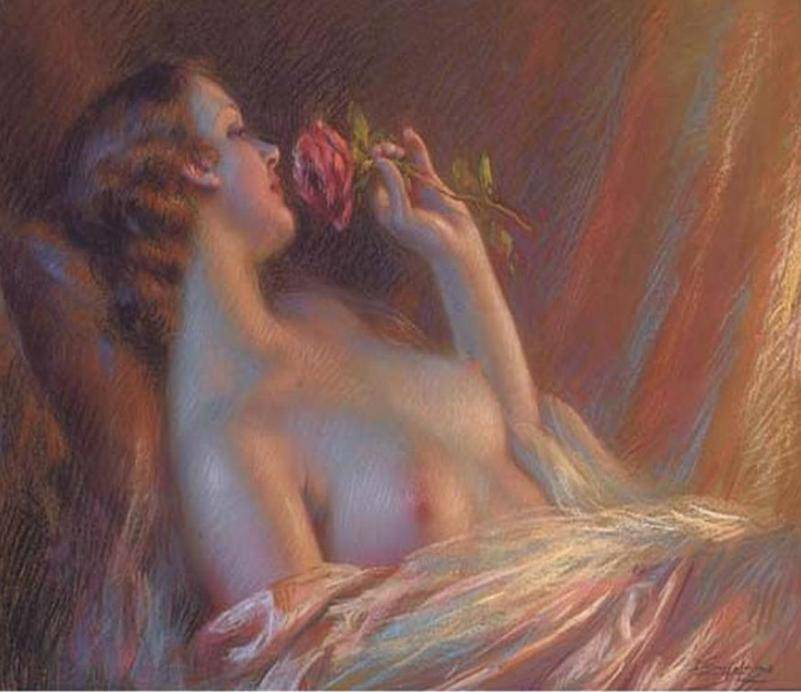
La belle ârome, localisation inconnue.
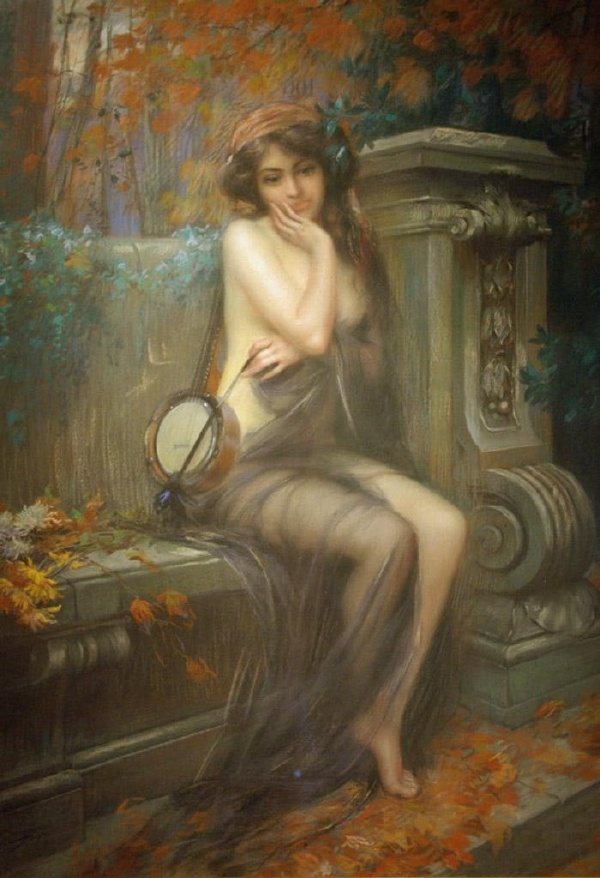
La Muse d'automne, localisation inconnue.